# Get the Guns
Get the Guns – mixtape amerykańskiego rapera, Eminema. 

## Lista utworów
| Nr | Tytuł                | Czas | Producent | Wykonawcy                  |
| -- | -------------------- | ---- | --------- | -------------------------- |
| 1  | "Countdown"          | 0:11 | Eminem    | Eminem                     |
| 2  | "Get My Gun"         | 4:34 | Eminem    | D12                        |
| 3  | "9-11"               | 4:36 | Eminem    | Eminem B-Real Ganxsta Ridd |
| 4  | "Rap Game"           | 5:53 | Eminem    | D12 50 Cent                |
| 5  | "Words Are Weapons"  | 3:45 | Eminem    | D12                        |
| 6  | "Welcome to Detroit" | 4:10 | Eminem    | Trick Trick Eminem         |
| 7  | "1 Day at a Time"    | 3:45 | Eminem    | Eminem 2Pac The Outlawz    |
| 8  | "Slow Your Role"     | 4:25 | Eminem    | D12                        |
| 9  | "Go to Sleep"        | 4:42 | Eminem    | Eminem Obie Trice DMX      |
| 10 | "Say My Name"        | 4:34 | Eminem    | Eminem Xzibit Nate Dogg    |
| 11 | "Defence"            | 4:02 | Eminem    | D12 Obie Trice             |
| 12 | "Renegade"           | 5:37 | Eminem    | Eminem Jay-Z               |
| 13 | "Don't Approach Me"  | 4:36 | Eminem    | Eminem Xzibit              |
| 14 | "The Sauce"          | 3:26 | Eminem    | Eminem                     |